# Sonet 52 (William Szekspir)

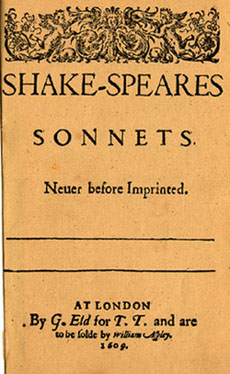
Strona tytułowa pierwszego wydania sonetów Shakespeare’a

Sonet 52 (Jestem jak bogacz, gdy kluczem otwiera) – jeden z cyklu sonetów autorstwa Williama Shakespeare’a. Po raz pierwszy został opublikowany w 1609 roku.

## Treść
W sonecie tym podmiot liryczny, który przez niektórych badaczy jest utożsamiany z autorem, idealizuje tajemniczego młodzieńca, pokazując, jak bardzo ten pomaga mu przetrwać.